# Foot Ball Club Spezia 1906 1975-1976
Questa voce raccoglie le informazioni riguardanti il Foot Ball Club Spezia 1906 nelle competizioni ufficiali della stagione 1975-1976.

## Stagione
Nel ruolo di allenatore, per la terza stagione di fila viene confermato Giuseppe Corradi. Nel mercato estivo per esigenze di bilancio viene ceduto l'attacco della stagione precedente formato da Marco Biloni, Graziano Gori ed Emilio Frigerio, un trio che aveva prodotto 26 goal. In entrata a sostituirli Stefano Luteriani dal Como, Giovanni Fumagalli dalla Solbiatese e Carlo Carrani dall'Imperia via Genoa, ma il miglior marcatore stagionale risulta Daniele Agostini con 11 reti in 19 partite giocate.
Il campionato è stato vinto dal Rimini con 51 punti che ha ottenuto la promozione, secondo il Parma con 46 punti. Retrocedono in Serie D il Montevarchi, il Chieti ed il Ravenna.
L'avventura nella Coppa Italia di Serie C stavolta termina al primo turno per mano dei cugini Massesi, anche in campionato gli aquilotti zoppicano vistosamente, e restano insabbiati nelle zone paludose della classifica. Anche il cambio allenatore, con l'arrivo di Giuseppe Bumbaca, non cambia la musica, così pareggio dopo pareggio, ne ottiene 21, lo Spezia si salva all'ultima giornata grazie al pari interno (1-1) con la Lucchese.

## Rosa
| N. |                   | Ruolo | Calciatore           |
| -- | ----------------- | ----- | -------------------- |
|    | Italia (bandiera) | A     | Daniele Agostini     |
|    | Italia (bandiera) | D     | Enzo Bacarelli       |
|    | Italia (bandiera) | D     | Stefano Bertolini    |
|    | Italia (bandiera) | C     | Giampaolo Bonanni    |
|    | Italia (bandiera) | C     | Angelo Caocci        |
|    | Italia (bandiera) | C     | Carlo Carrani        |
|    | Italia (bandiera) | D     | Ezio Cattaneo        |
|    | Italia (bandiera) | A     | Gianni Comini        |
|    | Italia (bandiera) | C     | Paolo Cucurnia       |
|    | Italia (bandiera) | P     | Antonio Dal Poggetto |
|    | Italia (bandiera) | C     | Maurizio De Fraia    |

| N. |                   | Ruolo | Calciatore          |
| -- | ----------------- | ----- | ------------------- |
|    | Italia (bandiera) | D     | Pantaleo De Gennaro |
|    | Italia (bandiera) | D     | Emer Franceschi     |
|    | Italia (bandiera) | A     | Giovanni Fumagalli  |
|    | Italia (bandiera) | C     | Giorgio Giulietti   |
|    | Italia (bandiera) | A     | Stefano Luteriani   |
|    | Italia (bandiera) | A     | Giancarlo Morelli   |
|    | Italia (bandiera) | C     | Mario Morosini      |
|    | Italia (bandiera) | D     | Osvaldo Motto       |
|    | Italia (bandiera) | A     | Claudio Ricciarelli |
|    | Italia (bandiera) | C     | Angelo Seghezza     |

## Risultati

### Serie C girone B

#### Girone di andata
| Arbitro: | Tonolini (Milano) |

|                                         |           |                         |
| Bressani 36’ Bozza 42’, 47’ Perotti 67’ | Marcatori | 6’ Comini 20’ Fumagalli |

| La Spezia 22 settembre 1975 2ª giornata | Spezia                | 0 – 0 | Arezzo | Stadio Alberto Picco\| Arbitro: \| Governa (Alessandria) \| |
| Arbitro:                                | Governa (Alessandria) |       |        |                                                             |

| Arbitro: | Falasca (Chieti) |

|                            |           |             |
| Luteriani 13’ Agostini 50’ | Marcatori | 69’ Zanotti |

| Arbitro: | Colasanti (Roma) |

|  |           |               |
|  | Marcatori | 14’ A. Caocci |

| La Spezia 12 ottobre 1975 5ª giornata | Spezia           | 0 – 0 | Giulianova | Stadio Alberto Picco\| Arbitro: \| Mondoni (Milano) \| |
| Arbitro:                              | Mondoni (Milano) |       |            |                                                        |

| Chieti 19 ottobre 1975 6ª giornata | Chieti            | 0 – 0 | Spezia | Stadio Comunale\| Arbitro: \| Stringaro (Udine) \| |
| Arbitro:                           | Stringaro (Udine) |       |        |                                                    |

| Arbitro: | Meneghetti (Verona) |

|                            |           |              |
| Paglialunga 3’ Bonetti 81’ | Marcatori | 15’ Seghezza |

| Arbitro: | Paparesta (Bari) |

|                         |           |                     |
| Comini 22’ Agostini 89’ | Marcatori | 35’ Vitale 58’ Cini |

| Arbitro: | Canesi (Cremona) |

|                      |           |              |
| A. Caocci 40’ (rig.) | Marcatori | 46’ Taddeini |

| Arbitro: | Simini (Torino) |

|                  |           |             |
| Belloli 27’, 54’ | Marcatori | 78’ Morelli |

| La Spezia 23 novembre 1975 11ª giornata | Spezia             | 0 – 0 | Riccione | Stadio Alberto Picco\| Arbitro: \| Stillacci (Torino) \| |
| Arbitro:                                | Stillacci (Torino) |       |          |                                                          |

| San Giovanni Valdarno 30 novembre 1975 12ª giornata | Sangiovannese         | 0 – 0 | Spezia | Stadio Virgilio Fedini\| Arbitro: \| Ponzano (Alessandria) \| |
| Arbitro:                                            | Ponzano (Alessandria) |       |        |                                                               |

| Arbitro: | Terpin (Trieste) |

|              |           |  |
| Seghezza 86’ | Marcatori |  |

| Arbitro: | Migliore (Salerno) |

|                                  |           |                                |
| Farina 22’ Brio 36’ Gattelli 45’ | Marcatori | 72’ Agostini 87’ (rig.) Comini |

| Arbitro: | Lo Bello (Siracusa) |

|                   |           |             |
| Agostini 41’, 67’ | Marcatori | 69’ Diodati |

| Arbitro: | Adamu (Cagliari) |

|               |           |  |
| Luteriani 90’ | Marcatori |  |

| Arbitro: | Agate (Torino) |

|              |           |  |
| Cappotti 67’ | Marcatori |  |

| Arbitro: | Lanzafame (Taranto) |

|  |           |             |
|  | Marcatori | 84’ Bilardi |

| Arbitro: | Romanetti (Messina) |

|                         |           |  |
| M. Piga 42’, 85’ (rig.) | Marcatori |  |

#### Girone di ritorno
| Parma 1º febbraio 1976 20ª giornata | Spezia           | 0 – 0 | Parma | Stadio Alberto Picco\| Arbitro: \| Tempio (Catania) \| |
| Arbitro:                            | Tempio (Catania) |       |       |                                                        |

| Arbitro: | Mattei (Macerata) |

|                      |           |              |
| A. Caocci 65’ (aut.) | Marcatori | 90’ Agostini |

| Arbitro: | Parussini (Udine) |

|                        |           |                   |
| Zunino 11’, 54’ (rig.) | Marcatori | 34’, 53’ Agostini |

| Arbitro: | Manfredini (Pavia) |

|              |           |                            |
| Morosini 33’ | Marcatori | 57’ Arecco 77’ Di Prospero |

| Arbitro: | Paparesta (Bari) |

|               |           |              |
| Canzanese 23’ | Marcatori | 89’ Agostini |

| Arbitro: | Ponzano (Alessandria) |

|              |           |  |
| Agostini 88’ | Marcatori |  |

| La Spezia 14 marzo 1976 26ª giornata | Spezia        | 0 – 0 | Anconitana | Stadio Alberto Picco\| Arbitro: \| Prato (Lecce) \| |
| Arbitro:                             | Prato (Lecce) |       |            |                                                     |

| Arbitro: | Cornegliani (Milano) |

|            |           |                |
| Vitale 64’ | Marcatori | 1’ Ricciarelli |

| Olbia 28 marzo 1976 28ª giornata | Olbia                       | 0 – 0 | Spezia | Stadio Bruno Nespoli\| Arbitro: \| Esposito (Torre Annunziata) \| |
| Arbitro:                         | Esposito (Torre Annunziata) |       |        |                                                                   |

| Arbitro: | Baldari (Roma) |

|                            |           |  |
| Luteriani 32’ Cucurnia 43’ | Marcatori |  |

| Arbitro: | Milan (Treviso) |

|             |           |                |
| Schiano 25’ | Marcatori | 73’ De Gennaro |

| La Spezia 18 aprile 1976 31ª giornata | Spezia             | 0 – 0 | Sangiovannese | Stadio Alberto Picco\| Arbitro: \| Lanzetti (Viterbo) \| |
| Arbitro:                              | Lanzetti (Viterbo) |       |               |                                                          |

| Arbitro: | Tempio (Catania) |

|           |           |               |
| Fagni 28’ | Marcatori | 10’ Luteriani |

| La Spezia 2 maggio 1976 33ª giornata | Spezia            | 0 – 0 | Pistoiese | Stadio Alberto Picco\| Arbitro: \| Stringaro (Udine) \| |
| Arbitro:                             | Stringaro (Udine) |       |           |                                                         |

| Arbitro: | Madonna (Torre del Greco) |

|             |           |               |
| Diodati 55’ | Marcatori | 70’ Luteriani |

| Arbitro: | Canesi (Cremona) |

|                     |           |  |
| Piva 7’ Melotti 64’ | Marcatori |  |

| La Spezia 23 maggio 1976 36ª giornata | Spezia          | 0 – 0 | Empoli | Stadio Alberto Picco\| Arbitro: \| Celli (Trieste) \| |
| Arbitro:                              | Celli (Trieste) |       |        |                                                       |

| Arbitro: | D'Elia (Salerno) |

|                           |           |              |
| Mondello 16’ Graziani 65’ | Marcatori | 73’ Seghezza |

| Arbitro: | Prestigiovanni (Trapani) |

|              |           |                    |
| Agostini 32’ | Marcatori | 72’ (rig.) M. Piga |

### Coppa Italia Semipro

#### Girone 15
| Arbitro: | Lauretano (Roma) |

|                              |           |                   |
| Neri 25’ (rig.) P. Rossi 43’ | Marcatori | 35’ (rig.) Comini |

| Arbitro: | Colla (Milano) |

|               |           |               |
| Cherubini 68’ | Marcatori | 36’ Luteriani |

| 31 agosto 1975 3ª giornata |  | – Turno riposo Spezia |  |  |

| Arbitro: | Bitocchi (Tivoli) |

|                   |           |  |
| Comini 35’ (rig.) | Marcatori |  |

| Arbitro: | Milan (Treviso) |

|  |           |                    |
|  | Marcatori | 79’ (rig.) M. Piga |

| 10 settembre 1975 6ª giornata |  | – Turno riposo Spezia |  |  |

Classifica: Massese 5 punti, Lucchese 4 punti, Spezia 3 punti.